# Ron Tonkin Field
Le Hillsboro Ballpark est un stade de baseball, d'une capacité de 4500 spectateurs, situé à Hillsboro, ville de l'État de l'Oregon, aux États-Unis. Il est le domicile des Hops d'Hillsboro, club de baseball professionnel de niveau « A - saison courte » évoluant en Ligue du Nord-Ouest.
Le stade de baseball est situé au sein du Gordon Faber Recreation Complex, où se trouve également le Hillsboro Stadium pour le football américain.